# Panorpa
Panorpa är ett släkte av ordningen Mecoptera som kallas näbbsländor, ibland skorpionsländor. Huvudet är utdraget näbbliknande. Bakkroppens sista kroppssegment är utdragna och hos hanen är det allra sista segmentet uppsvällt och påminner något om en skorpions giftblåsa. Det används vid parningen. I Sverige finns arterna Panorpa communis (allmän näbbslända)som är funnen norrut till Västerbotten, Panorpa vulgaris (Skåne-Ångermanland), Panorpa germanica (Skåne-Ångermanland) och Panorpa cognata (Skåne-Hälsingland). De kan oftast skiljas från varandra på fläckmönstret på vingarna, men för säker bestämning behöver man undersöka detaljutseendet på hanens sista kroppsegment. Honorna är svåra att skilja åt. De flyger ganska dåligt och hittas oftast på skuggiga ställen och lever på multnande växter och djur. De övervintrar i marken som puppor. Vuxna påträffas under maj till augusti och har två generationer per år. 

## Arter (urval)
- P. acuminata
- P. acuta
- P. americana
- P. anomala
- P. appalachia
- P. banksi
- P. banksiana
- P. bichai
- P. bifida
- P. braueri
- P. capillata
- P. carolinensis
- P. choctaw
- P. claripennis
- P. confinis
- P. consuetudinis
- P. debilis
- P. dissimilis
- P. dubitans
- P. ensigera
- P. ferruginea
- P. flexa
- P. floridana
- P. galerita
- P. gracilis
- P. helena
- P. hispida
- P. hungerfordi
- P. insolens
- P. isolata
- P. latipennis
- P. longicornis
- P. lugubris
- P. maculosa
- P. mirabilis
- P. nebulosa
- P. neglecta
- P. nuptialis
- P. oconee
- P. pachymera
- P. palustris
- P. planicola
- P. robusta
- P. rufa
- P. rufescens
- P. rupeculana
- P. scopulifera
- P. setifera
- P. sigmoides
- P. speciosa
- P. subfurcata
- P. submaculosa
- P. subulifera
- P. venosa
- P. vernalis
- P. virginica